# FM-Synthese
Die FM-Synthese bzw. Frequenzmodulationssynthese bezeichnet ein technisches Modulationsverfahren, das auf der Frequenzmodulation basiert. Dabei wird im einfachsten Fall mittels zweier Oszillatoren die erste Frequenz direkt von der Amplitude des zweiten Oszillators frequenzmoduliert.
Im Unterschied zu der in der Radio- und Nachrichtentechnik als Übertragungssystem verwendeten Frequenzmodulation liegen die beiden Frequenzen bei der FM-Synthese spektral nahe beieinander. Die Motivation ist die Gewinnung komplexer Signalverläufe, die mit einzelnen Oszillatoren nicht zu gewinnen sind. Die einzelnen Grundfrequenzen bewegen sich für Anwendungen aus dem Bereich der elektronischen Musik und der Tontechnik im für den Menschen hörbaren Frequenzbereich.

## Mathematischer Hintergrund
Die Frequenzmodulationssynthese ist ein Teil der nichtlinearen analogen Synthesetechnik und lässt sich leicht auf digitalem Weg simulieren, wenn man unter Beachtung des Abtasttheorems die sogenannte Nyquist-Frequenz für die erzeugten Teiltöne nicht überschreitet.
Es gilt:
{\displaystyle s_{\text{fm}}(t)=A\cdot \cos \left(\omega _{\text{c}}t+\beta \cdot \cos(\omega _{\text{m}}t)\right)}
Mit {\displaystyle s_{\text{fm}}(t)} für das frequenzmodulierte, zeitabhängige Signal, {\displaystyle A} für die Amplitude, {\displaystyle \omega _{\text{c}}} für die Kreisfrequenz des Trägers (englisch carrier), {\displaystyle \omega _{\text{m}}} für die Modulationskreisfrequenz, {\displaystyle \beta } für den Modulationsindex und {\displaystyle t} für die Zeit.

## Einfache Frequenzmodulationssynthese

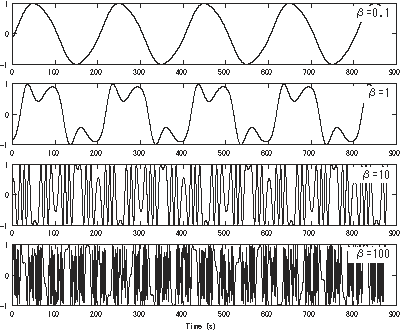
Ein Ton mit 220 Hz moduliert mit 440 Hz mit unterschiedlichen Modulationsindizes

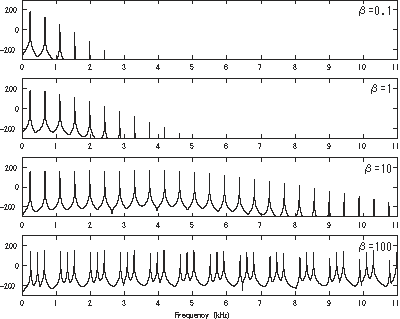
Die zugehörigen Spektren

Kern einer einfachen FM-Synthese ist ein Paar Oszillatoren, die sogenannten Operatoren. Die Frequenz des ersten Oszillators lässt sich durch den zweiten Oszillator steuern. Der erste Oszillator ist der Träger und der zweite der Modulator. Dieses Prinzip ist aus der UKW-Radioübertragung schon länger bekannt. Bei langsamer Modulation bis 10 Hz entsteht ein Vibrato; bei Modulation des Trägers mit einer Frequenz im hörbaren Bereich (also von 20 Hz aufwärts) ist kein Vibrato mehr zu hören, stattdessen kommen zum Grundton des Trägers weitere Obertöne hinzu.

## Komplexe Frequenzmodulationssynthese
Von komplexer FM-Synthese spricht man bei der Verwendung von mehreren Modulatoren, die einen einzigen Träger modulieren. In diesem Fall setzt sich das resultierende Frequenzspektrum prinzipiell aus den Einzelspektren jedes Modulator-Träger-Paares zusammen.

### Parallelschaltung der Modulatoren
Modulator 1 und mindestens ein weiterer Modulator 2 werden moduliert und letzterer dann dem Träger zugeführt. Das Endsignal setzt sich aus dem Frequenzspektrum Modulator 1, Modulator 2 und Träger so zusammen, dass es einer Addition der Spektren aus Modulator 1 + Träger und Modulator 2 + Träger entspricht.

### Kaskadenschaltung der Modulatoren
Bei der Kaskadenschaltung wirkt das Modulatorenpaar 1 + 2 wie ein Modulator-Träger-Paar in Reihe. Jeder Teilsinuston moduliert nun den Träger. Prinzipiell entsteht dabei ein der Parallelschaltung sehr ähnliches Frequenzspektrum. Es kommt lediglich hinzu, dass die Seitenbänder von Modulator 2 in den meisten Verschaltungsmöglichkeiten wegfallen.

## Geschichte
Die theoretischen Grundlagen der Frequenzmodulation wurden, aufbauend auf den Überlegungen Jean Baptiste Joseph Fouriers, 1922 von John Renshaw Carson für Zwecke der Nachrichtentechnik entwickelt. 1967 entdeckte der Amerikaner John Chowning an der Stanford University bei der Modulation zweier Sinusschwingungen die Entstehung extrem obertonreicher Spektren. Er ließ seine Entdeckung von der Stanford University patentieren und veröffentlichte die Ergebnisse seiner Forschung 1973. 1974 lizenzierte die Firma Yamaha das Patent. Im Jahre 1982 präsentierte Yamaha die Synthesizer  GS1 und GS2, die erstmals mit dieser Technik arbeiteten, allerdings erst Jahre, nachdem das Synclavier von der Firma New England Digital bereits mit FM-Synthese arbeitete, welches mithin als der erste kommerziell produzierte FM-Synthesizer gelten kann.
Der breitentauglichste und daher populärste FM-Synthesizer ist der 1983 vorgestellte Yamaha DX7, der auch heute noch als virtueller Synthesizer von Native Instruments unter dem Namen FM8 angeboten wird.